# Ruth Chepngetich
Ruth Chepngetich (Rift Valley, 8 agosto 1994) è una maratoneta keniota, campionessa mondiale della specialità a Doha 2019 ed ex detentrice del record mondiale della mezza maratona.

## Biografia
Nel 2017 vince la trentanovesima maratona di Istanbul, successo bissato nel 2018 con il tempo di 2h18'35", miglior performance di sempre realizzata in Turchia e settimo miglior tempo della storia, divenendo la decima atleta a realizzare un tempo minore di 2h20'.
Nel 2017 alla ventesima maratona di Dubai migliora ulteriormente il suo record personale correndo in 2h17'7".
Nel 2019 realizza la 12ª mezza maratona più veloce al mondo ad Istanbul con il tempo di 1h05'30".
Il 28 settembre 2019 vince l'oro mondiale nella maratona a Doha, in una corsa molto particolare partita a mezzanotte e caratterizzata dal gran caldo e umidità terminata da sole 40 atlete su 68, con il tempo di 2h32'43" (la più lenta vittoria mondiale).
Il 4 aprile 2021 ha fatto registrare il record mondiale della mezza maratona a Istanbul, con il tempo di 1h04'02", migliorandolo di 29 secondi rispetto al precedente primato dell'etiope Ababel Yeshaneh.
Il 13 ottobre 2024 a Chicago, corre la maratona in 2h09'56" nuovo record del mondo, demolendo il precedente di quasi due minuti, diventando la  prima donna nella storia sotto le 2h10'.
Il 17 luglio 2025 è stata comunicata la sua sospensione per doping a causa di una sua positività all'idroclorotiazide.

## Record nazionali
Seniores
- Mezza maratona: 1h04'02"[1] mx ( Istanbul, 4 aprile 2021)

## Palmarès
| Anno | Manifestazione | Sede   | Evento   | Risultato | Prestazione | Note |
| ---- | -------------- | ------ | -------- | --------- | ----------- | ---- |
| 2019 | Mondiali       | Doha   | Maratona | Oro       | 2h32'43"    |      |
| 2022 | Mondiali       | Eugene | Maratona | dnf       | dnf         |      |

## Campionati nazionali
2022
- Oro ai campionati kenioti, 10000 m piani - 31'47"9
- 6ª ai campionati kenioti di corsa campestre - 34'40"

2023
- Bronzo ai campionati kenioti, 10000 m piani - 32'09"87
- Oro ai campionati kenioti di corsa campestre - 32'57"

## Altre competizioni internazionali
2017
- Oro alla Maratona di Istanbul ( Istanbul) - 2h22'36"
- Oro alla Stramilano ( Milano) - 1h07'42"
- Oro alla Mezza maratona di Istanbul ( Istanbul) - 1h06'19"
- Oro alla Mezza maratona di Parigi ( Parigi) - 1h08'08"
- Oro alla Port Gentil 10 km ( Port-Gentil) - 31'36"

2018
- Argento alla Maratona di Parigi ( Parigi) - 2h22'09"
- Oro alla Maratona di Istanbul ( Istanbul) - 2h18'35"
- 5ª alla Mezza maratona di Copenaghen ( Copenaghen) - 1h07'02"

2019
- Oro alla Maratona di Dubai ( Dubai) - 2h17'08"
- Oro alla Mezza maratona di Istanbul ( Istanbul) - 1h05'30"
- Argento alla San Silvestre Vallecana ( Madrid) - 30'57"
- Argento alla Port Gentil 10 km ( Port-Gentil) - 31'12"

2020
- Bronzo alla Maratona di Londra ( Londra) - 2h22'05"
- Argento alla Mezza maratona di Delhi ( Delhi) - 1h05'06"
- Argento alla San Silvestre Vallecana ( Madrid) - 31'50"

2021
- Oro alla Maratona di Chicago ( Chicago) - 2h22'31"
- Oro alla Mezza maratona di Istanbul ( Istanbul) - 1h04'02"

2022
- Oro alla Maratona di Chicago ( Chicago) - 2h14'18"
- Bronzo alla Great Manchester Run ( Manchester) - 30'29"

2023
- Argento alla Maratona di Chicago ( Chicago) - 2h15'37"
- Bronzo alla Mezza maratona di Buenos Aires ( Buenos Aires) - 1h06'18
- Argento alla Mezza maratona di Istanbul ( Istanbul) - 1h07'18"

2024
- Oro alla Maratona di Chicago ( Chicago) - 2h09'56"
- 9ª alla Maratona di Londra ( Londra) - 2h24'36"
- Oro alla Mezza maratona di Buenos Aires ( Buenos Aires) - 1h05'58"